# کشتن عیسی (فیلم ۲۰۱۵)
کشتن عیسی (به انگلیسی: Killing Jesus) فیلمی تلویزیونی محصول سال ۲۰۱۵ و به کارگردانی کریستوفر منوآل است. در این فیلم بازیگرانی همچون هاز سلیمان، کلسی گرمر، استیون مویر، امانوئل شریکی، جان ریس-دیویس، آنورین برنارد، روفس سوئل، جان لینچ، تمسین اگرتون، ایئوین مک‌کین، استفانی لئونیداس، ورنن دابچف و کلارا ایسووا ایفای نقش کرده‌اند.